# Eikenmineerwesp
De eikenmineerwesp (Profenusa pygmaea) is een vliesvleugelig insect uit de familie van de bladwespen (Tenthredinidae). De wetenschappelijke naam van de soort is voor het eerst geldig gepubliceerd in 1816 door Klug.